# Sencer Sarı

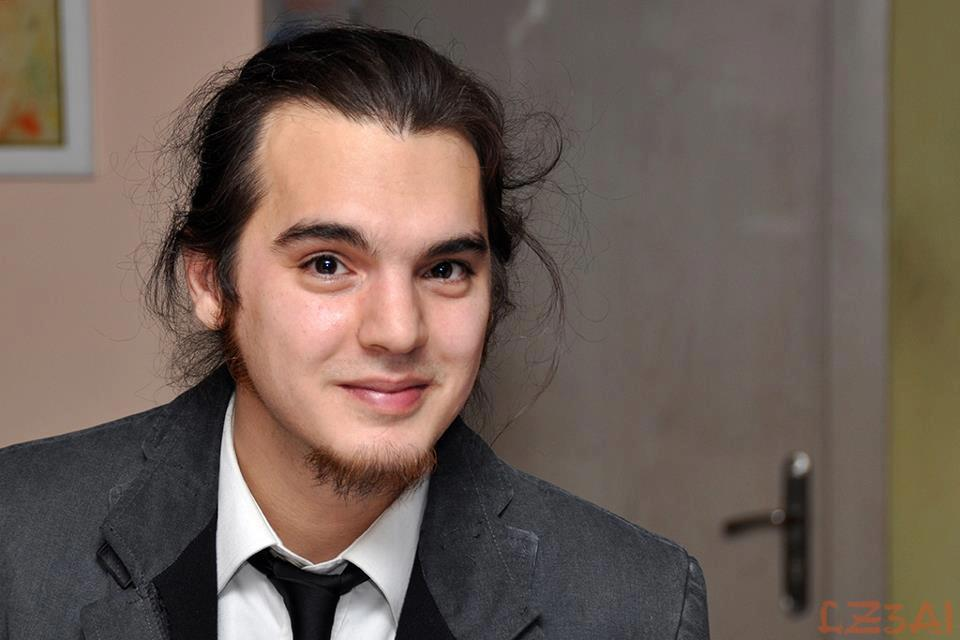
Sencer Sarı (2013)

Sencer Sarı (* 15. März 1982 in Istanbul) ist ein türkischer Keramiker, Bildhauer und Experte für Keramik- und Glastechnologie.

## Leben
Sarı begann ein Studium in Çanakkale an der Onsekiz-Mart-Universität, Fakultät für bildende Künste, Abteilung für Keramik, zwischen 2002 und 2006 und besuchte später dieselbe Universität für seinen Master-Abschluss zwischen 2007 und 2010, wo er seinen Master in der Abteilung für Keramik abschloss und wo sein Masterarbeitsprojekt Niedertemperatur-Chromglasuren unter „Wissenschaftliche Forschungsprojekte“ veröffentlicht wurde. Während dieser Zeit konzentrierte er sich auf künstlerische Keramikformen sowie auf experimentelle Keramiktechnologien, die diese Formen unterstützen.

### Forschung
2006 arbeitete Sarı im Keramik- und Diamantforschungslabor von Civelek Porselen mit Osman Nuri Civelek an Sinter-, Alkalimetall- und Keramik-Verbundwerkstoffen, wobei er an der Forschung und Entwicklung von feuerfesten Panzerungen und von gesintertem Aluminiumoxid getragenen ballistischen Westen beteiligt war. Sarı arbeitete zwischen 2005 und 2009 mit dem Keramiker und Bildhauer İbrahim Tayfun Durat an glasierten und chromatierten Niedertemperaturglasuren.
Im Jahr 2013 schloss Sarı seinen Ph.D. an der Abteilung für Keramik und Glas der Nationalen Kunstakademie in Sofia, Bulgarien, mit der Arbeit Erreichen kupferroter Glasuren in Niedertemperatur- und sauerstoffhaltiger Atmosphäre ab. Sarı nahm seine technologische Forschung während seiner Promotion wieder auf. In Studien entwickelte er rauchfreie Reduktionstechniken in Elektroöfen und Innenräumen durch Reduktion von Erdöl. Mit dieser neuen Methode gelang es ihm, eine kupferrote Farbe bereitzustellen, die in der Keramiktechnologie nur schwer zu erreichen ist.

### Bildende Kunst
Sarı ist seit 2007 Mitglied des türkischen Nationalkomitees der Internationalen Vereinigung für Kunst der UNESCO (AIAP). Von September 2014 bis Februar 2016 war er als Dozent an der Fakultät für Bildende Kunst, Keramik und Glas der Marmara-Universität tätig. Seit 2016 arbeitet Sari als Sachverständiger für das türkische Justizministerium. Im Februar 2019 war Sari Gastprofessor an der Staatlichen Akademie der Künste in Tiflis.  Sarı arbeitet seit 2011 mit Technologie und Kunst, um Kunstwerke mithilfe der Techniken der Phosphoreffekte von Uransilikat auf Porzellankörpern parallel umzusetzen. Laut Sarı gibt es zwei Rottöne (Kupferrot und Uranrot), die in Glasur und Keramik schwierig zu erreichen sind. Er sagt, dass eine kleine Oberfläche von Uranrot durch Verbrennen von Urannitrat bei hoher Temperatur erzeugt werden kann. IM Zuge seiner Doktorarbeit konnte er mit radioaktiven seltenen Elementen experimentieren und die Alpha-Partikelstrahlung von Glasuren und Keramiken mithilfe von radioaktivem Uran durch Verwendung einer Blei- und Lithiumoxidschicht, die weiter mit Glasschichten beschichtet ist, signifikant reduzieren. Am 30. November 2012 hielt Sarı an der bulgarischen Universität VUZF ein Seminar zum Thema Uran in der Keramikkunst ab und veranstaltete eine Einzelausstellung, in der diese Arbeit mit rotem Uran gezeigt wurde. Am 27. Juni 2012 hielt er einen Gastvortrag an der Universität für Angewandte Kunst Wien und gab einen Workshop über die Verwendung seltener Elemente in Keramikglasuren und Glaskörpern, cromatischen Glasuren, türkisblauer Glasur und die Herstellung eines Flusssäurebades für Mattverglasungen. Am 15. September 2012 präsentierte Sarı seine Arbeit mit dem Thema Verwendung der seltenen Elemente in Keramikglasuren und Glaskörpern auf dem Sechsten Internationalen Eskişehir-Terrakotta-Symposium, auf dem er das Verhalten glasierter Keramik-/Porzellankörper von Seltenerdelementen diskutierte. Am 29. November 2016 hielt Sari ein Seminar mit einem Workshop über U/V-Glühkeramikglasuren und Uranglas an der Kunstakademie Vilnius in Litauen ab. Am 8. Februar 2017 eröffnete er das XXIII. Jährliche Experten-Doktorandenseminar „Anorganische nichtmetallische Materialien“ an der Universität für chemische Technologie, Abteilung für Glas und Keramik, in Prag. In diesem Seminar präsentierte er seine Forschungsergebnisse zum Thema Uranverbindungen in der Kunst.

## Symposien und Ausstellungen
Im November 2006 nahm Sarı an der Gruppenausstellung 5th Smoke Firing Ceramic Workshop in der İzmir Adnan Franko Art Gallery teil. Am 12. September 2007 veranstaltete Sarı seine erste Einzelausstellung mit dem Titel "Masks & Sensations" (Türkisch: Duyumlar ve Maskeler) in der Galerie der UNAPCO - AIAP International Plastic Arts Association, Istanbul. Im Oktober 2010 nahm er an zwei Gruppenausstellungen mit dem Titel Mittelmeer & Heimweh (Türkisch: Akdenizlilik ve Gurbet) der UNESCO AIAP und einer gemischten Gruppenausstellung der Turkish Collective Artists 'Union auf der Tüyap Artist Art Fair 2007 teil. Am 30. November 2012 hielt Sarı an der Universität VUZF ein Seminar über Uran in der Keramikkunst ab und veranstaltete in der Ausstellungshalle der Universität VUZF eine Einzelausstellung mit dem Thema "Anemonen in Rot", in der seine Arbeit mit rotem Uran demonstriert wurde. Zwischen dem 20. Oktober und dem 7. November 2014 veranstaltete er eine Einzelausstellung mit dem Titel "From the Sea" (Türkisch: Denizden Gelenler) in der Tünel Art Gallery, Istanbul. Im November 2014 nahm Sarı im Rahmen der Ausstellung "So nicht zu vergessen" (Türkisch: Unutmamak İçin) an der 24. Istanbuler Kunstmesse im TÜYAP Messe- und Kongresszentrum in Istanbul teil. Am 16. August 2017 nahm Sari am 5. Internationalen Keramikkunstsymposium Keramiklabor in Daugavpils, Lettland teil. 2017 veranstaltete Sari in Vilnius eine Einzelausstellung "Luminescent Fairies" im Freien. 2018 hatte Sari eine Einzelausstellung für Porzellan "Decadence Now" in Akhaltsikhe, Georgia. 2019 lud Sari zum Art Fest Ceramic Alchemy zum Seminar für Keramiktechnologie ein.

## Patente
- 30. Juli 2015 (Patent-/Anmeldenummer: TUR 2015/09482): Reduktionsmittel beim Reduktionsbrand mit Elektroofen und Brennmethode für Reduktionsmittel
- 2. Februar 2016 (Patent-/Anmeldenummer: TUR 2016/01448): Tragbarer Schmelzofen

## Auszeichnungen
- 2006: Sima Art Special Award für "Aqua" beim 9. Internationalen Rotary-Krug-Keramikwettbewerb im Kunst- und Skulpturenmuseum Izmir